# Heinrich Nowak
Heinrich Nowak (* 26. Jänner 1890 in Wien; † 12. Juni 1955 in Zürich) war ein Journalist und expressionistischer Schriftsteller. Er war Mitarbeiter verschiedener Zeitschriften, schrieb für Herwarth Waldens Der Sturm, Der Ruf und andere.
Er verkehrte im Wiener Expressionistenkreis und war mit Egon Schiele bekannt. Als Ehemann von Cäcilie Lvovsky soll er mit Karl Kraus befreundet gewesen sein. 1913 wurde seine erste Gedichtsammlung Die tragische Gebärde im Saturn-Verlag in Heidelberg veröffentlicht. 1939 emigrierte er in die Schweiz.

## Werke
- Die tragische Gebärde. Gedicht. Mit fünf Schnitten von Herbert Grossberger. Heidelberg: Saturn 1913. Nachdruck: Nendeln/Liechtenstein: Kraus Reprint 1973. (= Bibliothek des Expressionismus.)
- Die Sonnenseuche. Wien. Prag und Leipzig: Strache 1920. (= Die Erzählung.)
- Die Sonnenseuche. Das gesamte Werk (1912-1920). Herausgegeben und mit einem Nachwort von Wilfried Ihrig und Ulrich Janetzki. Wien und Berlin: Medusa 1984. ISBN 978-3-85446-105-0.
- Heinrich Nowak. Versensporn – Heft für lyrische Reize Nr. 46. Hrsg. von Tom Riebe. Edition POESIE SCHMECKT GUT, Jena 2021, 100 Exemplare.

## Weblink
- Werke von Heinrich Nowak bei Open Library

| Personendaten    | Personendaten                                     |
| ---------------- | ------------------------------------------------- |
| NAME             | Nowak, Heinrich                                   |
| KURZBESCHREIBUNG | Journalist und expressionistischer Schriftsteller |
| GEBURTSDATUM     | 26. Januar 1890                                   |
| GEBURTSORT       | Wien                                              |
| STERBEDATUM      | 12. Juni 1955                                     |
| STERBEORT        | Zürich                                            |